# RPO Rys
RPO "Rys" (em russo:  реактивный пехотный огнемёт «Рысь» (РПО «Рысь»), Lança-chamas de infantaria propelido por foguete "Lynx") é um lança-granadas-foguete de napalm classificado como lança-chamas pelos militares russos. O RPO entrou em serviço pela primeira vez em 1975 e pretendia substituir os obsoletos lança-chamas LPO-50. Mais tarde foi substituído pelo RPO-A Shmel.

## Descrição
O RPO Rys compartilha algumas partes com o RPG-16, como o mecanismo de disparo. Também se assemelha ao RPG-29 e pode ser confundido com ele. A arma é carregada em retrocarga com foguetes cheios de napalm e propelente sólido capsulados. Os foguetes são carregados com 4 litros de napalm e têm velocidade de saída de cerca de 125 m/s com alcance efetivo de 190 metros. O RPO também possui um bipé para estabilidade e alcance máximo de mira de 400 metros.

## Operadores
- Rússia
- União Soviética